# ソクチャン省
ソクチャン省（ソクチャンしょう、ベトナム語：Tỉnh Sóc Trăng / 省朔庄  発音）は、ベトナムのかつての省 (行政区画)。省都はソクチャン。メコンデルタ地方に位置し、南シナ海に接している。
アンギエップ（An Nghiệp / 安業）工業団地がある。
地名はクメール語srokkhlĕəng（銀の地）あるいはsroktraeng（葦の地）に由来。
2025年、ハウザン省と共にカントー市に統合された。

## 隣接行政区画
- バクリエウ省
- ハウザン省
- ヴィンロン省
- チャーヴィン省

## 行政区画
以下の1市2市社8県で構成される。

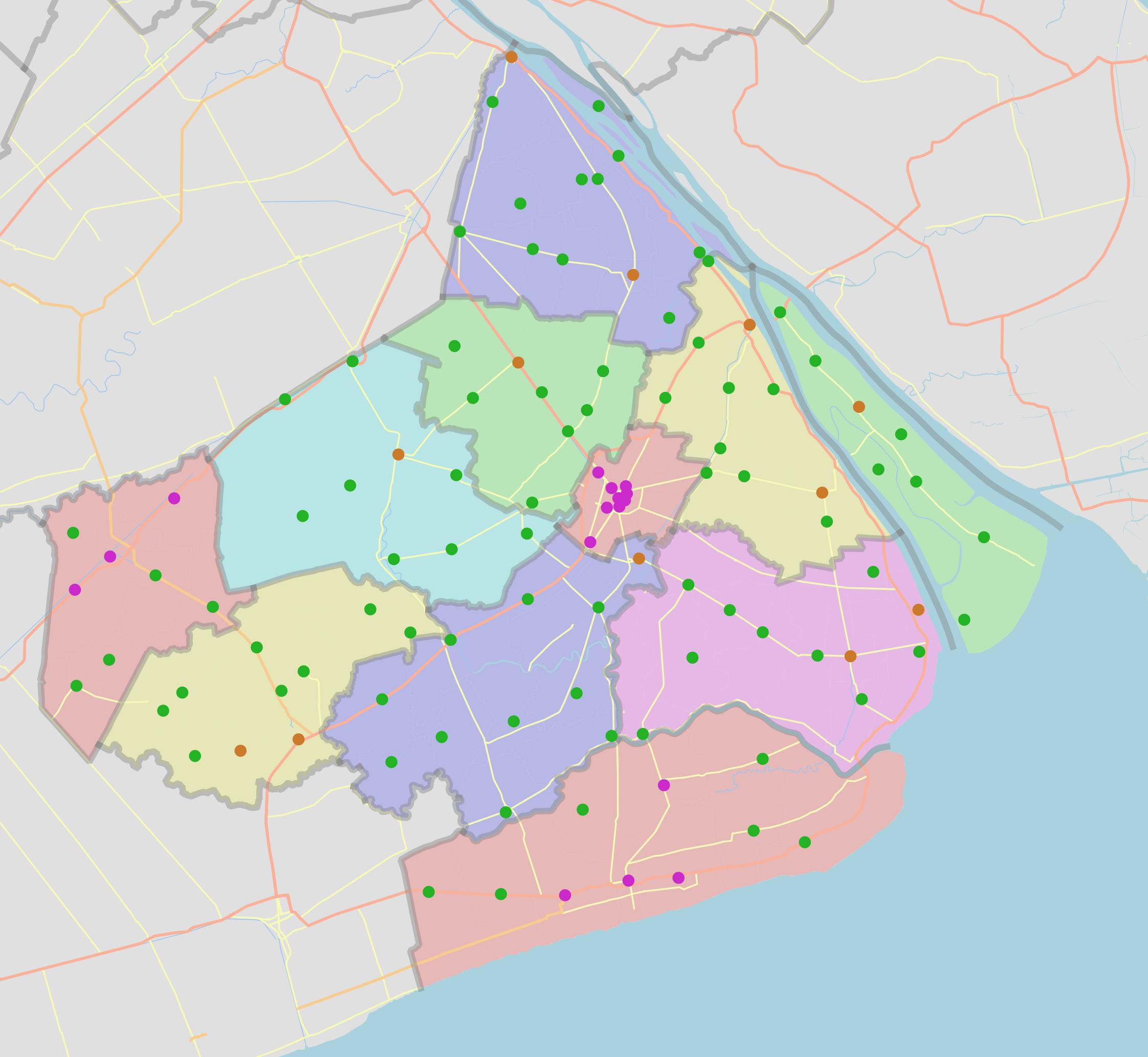
地図

- ソクチャン市（Sóc Trăng / 朔庄）
- ガーナム市社（Ngã Năm / 我𠄼）
- ヴィンチャウ市社（Vĩnh Châu / 永州）
- チャウタイン県（Châu Thành / 周城）
- クーラオズン県（Cù Lao Dung / 岣嶗榕）
- ケーサック県（Kế Sách / 計冊）
- ロンフー県（Long Phú / 隆富）
- ミートゥー県（Mỹ Tú / 美秀）
- ミースエン県（Mỹ Xuyên / 美川）
- タインチー県（Thạnh Trị / 盛治）
- チャンデー県（Trần Đề / 鎮夷）